# County of Forty Mile No. 8
Das County of Forty Mile No. 8 ist einer der 63 „Municipal Districts“ in Alberta, Kanada. Der Verwaltungsbezirk liegt in der Region Süd-Alberta und gehört zur „Census Division 1“. Er wurde zum 9. Dezember 1912 (incorporated als „Rural Municipality of Forty Mile No. 64“) eingerichtet. Zum 1. Januar 1958 wurde der Name des Bezirks von „Municipal District of Forty Mile No. 2“ auf den jetzigen geändert. Seinen Verwaltungssitz hat der Bezirk in Foremost.
Der Verwaltungsbezirk ist für die kommunale Selbstverwaltung in den ländlichen Gebieten sowie den nicht rechtsfähigen Gemeinden, wie Dörfern und Weilern und ähnlichem, zuständig. Für die Verwaltung der Städte (City) und Kleinstädte (Town) in seinen Gebietsgrenzen ist er nicht zuständig.

## Lage
Die „Municipal District“ liegt im Südosten der kanadischen Provinz Alberta und grenzt im Süden an den US-amerikanischen Bundesstaat Montana. Im Osten folgt die Bezirksgrenze streckenweise dem Verlauf des South Saskatchewan Rivers bzw. dem Bow River. Durch den Süden des Bezirks fließt ebenfalls der Milk River. Der größte See dort ist der Pakowki Lake. Die Hauptverkehrsachsen des Bezirks sind der in Ost-West-Richtung verlaufende Alberta Highway 3, der Crowsnest Highway, sowie der Alberta Highway 61. Außerdem verläuft eine der Hauptstrecken der Canadian Pacific Railway durch den Bezirk.
| Municipal District of Taber | Cypress County                              |                |
|                             | Kompassrose, die auf Nachbargemeinden zeigt | Cypress County |
| County of Warner No. 5      | Montana                                     |                |

## Bevölkerung
| Jahr | Erhebung          | Einwohner | Änderung | Fläche (km²) | Bev.-dichte (EW/km²) |
| ---- | ----------------- | --------- | -------- | ------------ | -------------------- |
| 2016 | Volkszählung 2016 | 3581      | + 7,3 %  | 7.249,31     | 0,5                  |
| 2011 | Volkszählung 2011 | 3336      | - 2,3 %  | 7.229,68     | 0,5                  |

## Gemeinden und Ortschaften
Folgende Gemeinden liegen innerhalb der Grenzen des Verwaltungsbezirks:
- Stadt (City): keine
- Kleinstadt (Town): Bow Island
- Dorf (Village): Foremost
- Weiler (Hamlet): Burdett, Etzikom, Manyberries, Orion, Skiff

Außerdem bestehen noch weitere, noch kleinere Ansiedlungen und zahlreiche Einzelgehöfte.